# Eulychnia
Classification APG III (2009)
Genre
Statut CITES
Eulychnia est un genre de plantes à fleurs de la famille des Cactaceae. Ce sont des cactus originaires de certaines régions côtières du Chili et du Pérou.

## Liste des espèces
Selon GBIF (2 juin 2024) :
- Eulychnia acida Phil.
- Eulychnia breviflora Phil.
- Eulychnia castanea Phil.
- Eulychnia chorosensis P.Klaassen
- Eulychnia iquiquensis (K.Schum.) Britton & Rose
- Eulychnia vallenarensis P.C.Guerrero & Helmut Walter

Selon Plants of the World online (POWO) (2 juin 2024) :
- Eulychnia acida Phil.
- Eulychnia breviflora Phil.
- Eulychnia castanea Phil.
- Eulychnia chorosensis P.Klaassen
- Eulychnia elata (F.Ritter) Lodé
- Eulychnia iquiquensis (K.Schum.) Britton & Rose
- Eulychnia ritteri Cullmann
- Eulychnia taltalensis (F.Ritter) Hoxey
- Eulychnia vallenarensis P.C.Guerrero & Helmut Walter

## Systématique
Le nom correct complet (avec auteur) de ce taxon est Eulychnia Phil..
Eulychnia a pour synonyme :
- Philippicereus Backeb.